# Rudolf Schicketanz

Rudolf Schicketanz

Rudolf Schicketanz (* 11. September 1900 in Niemes, Bezirk Böhmisch Leipa, Österreich-Ungarn; † 20. September 1945 in Prag, Tschechoslowakei) war ein sudetendeutscher Jurist, Politiker der SdP und der NSDAP sowie SS-Standartenführer.

## Leben und Wirken
Nach dem Besuch der Volksschule in Niemes als Angehöriger einer dortigen Textil-Industriellenfamilie und des Gymnasiums in Leipa gehörte Schicketanz gegen Ende des Ersten Weltkriegs für einige Monate der k.u.k. Armee Österreich-Ungarns an. Er war Student der Rechtswissenschaften an der Karl-Ferdinands-Universität in Prag. 1922 schloss er das Studium mit der Promotion zum JUDr. ab. 1918 wurde er Mitglied der Burschenschaft Carolina Prag (Liste der Studentenverbindungen in Prag). Bis 1927 arbeitete er als Rechtsanwaltsanwärter in Niemes und Leipa; anschließend ließ er sich bis 1938 als Rechtsanwalt in Haida nieder.
1933 während der Weltwirtschaftskrise schloss sich Schicketanz der Sudetendeutschen Heimatfront Konrad Henleins an, die sich 1935 in Sudetendeutsche Partei (SdP) umbenannte. 1934 und 1935 war er in führender Position am Aufbau des sudetendeutschen Winterhilfswerks und der sudetendeutschen Volkshilfe beteiligt. 1935 war er der Beauftragte der SdP für die Verbindungen zum Auswärtigen Amt und dem Wirtschaftsministerium in Berlin. (Deutsches Reich 1933 bis 1945) und war seit 1935 Herausgeber der Zeit, dem Zentralorgan der SdP. Die Volksschutzgesetzanträge der SdP wurden 1937 von Schicketanz initiiert und in der Hauptsache verfasst. 1938 während der Sudetenkrise gehörte er der Verhandlungskommission der SdP unter Vermittlung von Walter Runciman, 1. Viscount Runciman of Doxford bei der Prager Regierung an. Im September und Oktober 1938 hielt sich Schicketanz in Berlin auf.
Nach der Abtretung des Sudetenlandes als Reichsgau Sudetenland an das Deutsche Reich war Schicketanz vorübergehend Stellvertreter des Reichskommissars für die sudetendeutschen Gebiete. Zum 1. November 1938 wurde er in die NSDAP (Mitgliedsnummer 6.697.309) übernommen. Ab November 1938 arbeitete Schicketanz als Rechtsanwalt in Reichenberg, wo er die enteignete Villa des jüdischen Textilhändlers Robert Benda und dessen Frau Else Bendová bezog, die beide 1942 im Ghetto  Łódź ermordet wurden. Nach der Ergänzungswahl zum nationalsozialistischen Reichstag vom 4. Dezember 1938 trat Schicketanz auf Reichswahlvorschlag in den Reichstag ein. Schicketanz, der Mitglied im Aufsichtsrat von Škoda (Maschinenbau) war, legte sein Reichstagsmandat am 31. März 1943 auf Grund einer Anordnung von Adolf Hitler über Aufsichtsratsmitgliedschaften nieder. Sein Mandat wurde von Fritz Amreich übernommen. In der Schutzstaffel, der Schicketanz (SS-Nr. 382.353) im Januar 1939 beigetreten war, hatte er den Rang eines Standartenführers. 
Nach dem Ende des Zweiten Weltkriegs 1945 wurde Rudolf Schicketanz inhaftiert, von einem  Gericht der Tschechoslowakei zum Tode verurteilt und im September 1945 im Gefängnis Pankrác hingerichtet.